# غابرييل هاينزه
غأبريل إيفان هاينزه (بالإسبانية: Gabriel Iván  Heinze)‏ من مواليد 19 ابريل 1978 في كريسبو في الأرجنتين، لاعب كرة قدم أرجنتيني.
بدأ مسيرته الكروية مع نادي نيولز أولد بويز في موسم 1996/1997، ولعب معهم 8 مباريات، وفي عام 1997 انتقل إلى نادي بلد الوليد الإسباني، ولعب معهم حتى عام 2001، وشارك معهم في 54 مباراة وسجل هدف واحد، وفي موسم 1998/1999 أعير إلى نادي سبورتنغ لشبونة البرتغالي، ولعب معهم 5 مباريات وسجل هدف واحد، وفي عام 2001 انتقل إلى نادي باريس سان جيرمان الفرنسي، ولعب معهم حتى عام 2004، وشارك معهم في 109 مباريات وسجل 4 أهداف، ومنذ عام 2004 وهو يلعب مع نادي مانشستر يونايتد الإنجليزي، وقد لعب معهم حتى عام 2007، ومنذ عام 2007 وهو يلعب مع نادي ريال مدريد الإسباني وفي عام 2009 انتقل إلى نادي مرسيليا الفرنسي وفي عام 2011 انتقل إلى نادي روما الإيطالي.

## روابط خارجية
- غابرييل هاينزه على موقع الاتحاد الدولي (مؤرشف)  (الإنجليزية)
- غابرييل هاينزه على موقع قاعدة بيانات كرة القدم.إي يو (الإنجليزية)
- غابرييل هاينزه على موقع ليكيب (الفرنسية)
- غابرييل هاينزه على موقع ناشيونال فوتبول تيمز (الإنجليزية)
- غابرييل هاينزه على موقع Soccerbase.com (لاعب) (الإنجليزية)
- غابرييل هاينزه على موقع Soccerway.com (الإنجليزية)
- غابرييل هاينزه على موقع عالم كرة القدم.نت (الإنجليزية)
- غابرييل هاينزه على موقع كووورة
- غابرييل هاينزه على موقع أوليمبيديا (الإنجليزية)